# Gimnàstic de Tarragona
Der spanische Sportverein Club Gimnàstic de Tarragona, auch in der Kurzform Nàstic bekannt, ist in der katalanischen Stadt Tarragona beheimatet. Die Fußballabteilung spielt in der drittklassigen Primera Federación. 2015 bis 2019 spielte der Klub das bisher letzte Mal in der zweithöchsten Spielklasse.

## Geschichte
Nàstic wurde als Turnverein im Jahr 1886 in Tarragona gegründet. Der Fußballbereich kam im Jahr 1914 hinzu. Nach dem Gewinn der Meisterschaft in der dritten Liga 1945, schickte sich der Verein an, den Durchmarsch in die erste Liga zu vollenden. Als Aufsteiger erreichte der Klub einen respektablen dritten Platz, der zur Relegationsrunde berechtigte. Gegner war Espanyol Barcelona. Die Entscheidung sollte in nur einer Partie fallen, die in Gijón ausgetragen wurde. Das Spiel endete 0:0, was bedeutete, dass eine Woche später an gleicher Stelle ein Wiederholungsspiel stattfand. Diesmal gewann Espanyol mit 3:0 souverän. Ein Jahr später schaffte Nàstic dann den Aufstieg. Der Verein schaffte es zu dieser Zeit, viele gestandene Spieler aus der ersten Liga zu verpflichten, und hatte zudem mit Juan José Nogués einen bekannten Trainer (ehemaliger Nationaltorwart), der über gute Kontakte verfügte.
Die erste Saison verlief sehr gut. Der Aufsteiger geriet nie in Abstiegsgefahr und wurde am Ende unter 14 Teams Siebter. Ein berühmtes Datum ist in der Vereinsgeschichte noch heute der 11. Januar 1948, als die Mannschaft aus Tarragona einen 3:1-Sieg im gerade erst eingeweihten Santiago-Bernabéu-Stadion über Real Madrid feiern konnte. Dies war die erste Heimniederlage überhaupt für die Königlichen in diesem Stadion. Mit Francisco Peralta stellte der Aufsteiger auch den Torschützenkönig.
In der Saison 1948/49 wurde Nàstic Neunter. Dazu muss allerdings gesagt werden, dass Tarragona lange auf Rang fünf lag (Spieltag 10 bis 21) und nur Neunter wurde, weil die letzten sechs Spiele allesamt verlorengingen.
Die sollte jedoch der Vorbote für die darauf folgende Saison sein. Die für lange Zeit letzte Erstligasaison endete in einem Desaster. Nach fünf Spieltagen lag man mit Platz sechs und erst einer Niederlage noch gut im Rennen. Dafür war die einzige Niederlage mit 1:10 beim FC Barcelona umso deutlicher ausgefallen. Nach dem fünften Spieltag ging plötzlich nichts mehr. Mit 1:10 ging man auch in Vigo unter und allein fünfmal sollte man noch 1:5 verlieren, noch einmal 0:9 und einmal 0:7. Diese Saison endete auf dem vorletzten Platz, aber mit 99 Gegentoren in 26 Spielen.
Dennoch konnte der Verein in der Relegation antreten. Doch auch hier glich die Abwehr nur einem Torso und das 3:6 gegen CD Alcoyano bedeutete den Abstieg.
Infolgedessen verließen viele Spieler den Verein, der daraufhin nach drei Saisons auch in die dritte Liga abstieg.
Die folgenden 50 Jahre pendelte der Traditionsverein zwischen zweiter und dritter Liga. Das heutige Stadion des Vereins, Nou Estadi de Tarragona, wurde am 2. Februar 1972 eröffnet.
Nach dem Zweitligaaufstieg 2004 mit Platz sieben gelang in der darauf folgenden Saison die überraschende Rückkehr in die erste Liga als Zweiter der Tabelle. In der Saison 2006/07 erreichte die Mannschaft lediglich den 20. und letzten Platz und stieg so erneut in die Segunda División ab. In der Saison 2011/12 erfolgte als Tabellenletzter gar der Abstieg in die Segunda División B.

## Titel
- 2× katalanischer Pokalsieger (2007/08, 2012/13)
- 1× katalanischer Meister der zweiten Klasse (1926/27)
- 1× Ligapokal der Segunda División B
- 2× Meister der Segunda División B (1996/97, 2014/15)
- 7× Meister der Tercera División (1944/45, 1954/55, 1960/61, 1965/66, 1966/67, 1971/72, 1977/78)

## Trainer
- Juan José Nogués (1947–1949)
- Domènec Balmanya (1949–1950)
- Xabier Azkargorta (1982–1983)